# Physalia
Physalia è un genere dell'ordine Siphonophorae, colonie di quattro polipi e meduse specializzati che si spostano sugli oceani Atlantico, Indiano e Pacifico. È l'unico genere della famiglia Physaliidae, e si compone di sole due specie: Physalia physalis e Physalia utriculus.

## Descrizione
Sebbene questi organismi somiglino ad un solo organismo pluricellulare, si tratta invece di colonie di piccoli organismi chiamati zooidi che devono cooperare per sopravvivere.
Una sacca contenente gas che assomiglia ad una bottiglia blu od ad una caravella portoghese sì occupa del galleggiamento, e lunghi tentacoli di velenosi cnidociti si occupano di catturare le prede.
Una vela sulla sacca, che può essere sinistra o destra, spinge la Physalia sul mare, spesso in gruppi.
Questi sifonofori talvolta si spiaggiano, dove i loro tossici nematocisti possono rimanere potenti per settimane o mesi in condizioni umide.
Entrambe le specie di questo genere di sifonofori somigliano a meduse all'apparenza, con la loro sacca galleggiante contenente gas ed un gruppo di polipi al di sotto, con tentacoli che si estendono fino a 9 (P. utriculus) o 50 (P. physalis) metri sotto il livello del mare.
La specie Physalia physalis è comunemente nota come caravella portoghese ed è più grande e diffusa rispetto alla Physalia utriculus, che per distinguerla è detta caravella portoghese indopacifica.
Le specie si possono distinguere per le dimensioni della sacca (16cm circa della P. physalis contro 12cm circa della P. utriculus) e per i tentacoli (uno lungo fino a 9 metri della P. utriculus contro svariati lunghi fino a 50m per la P. physalis). Non sono riportate vittime per le punture di P. utriculus, al contrario delle punture di P. physalis.
Questo genere può essere visto spiaggiato sulle coste degli oceani Atlantico, Indiano e Pacifico e può essere visto in oceano aperto, per questo le specie del genere Physalia sono le meglio note dell'ordine siphonophora, visto che la maggior parte delle altre specie di siphonophore vivono in ambienti freddi, dark nelle profondità degli oceani dove possono essere osservate nel loro habitat naturale con sommergibili.
Il genere fu descritto per la prima volta da Jean-Baptiste Lamarck nel 1801.